# Super Division A
La Super Division A è la massima competizione calcistica dell'Eritrea, creata nel 1994.

## Albo d'oro
- 1994: sconosciuto
- 1995:  Red Sea
- 1996:  Adulis Club
- 1997:  Al-Tahrir
- 1998:  Red Sea
- 1999:  Red Sea
- 2000:  Red Sea
- 2001:  Hintsa
- 2002:  Red Sea
- 2003:  Anseba
- 2004:  Adulis Club
- 2005:  Red Sea
- 2006:  Adulis Club
- 2007:  Al-Tahrir
- 2008:  Asmara Brewery
- 2009:  Red Sea
- 2010:  Red Sea
- 2011:  Red Sea
- 2012:  Red Sea
- 2013:  Red Sea
- 2014:  Red Sea
- 2015-2018: sconosciuto
- 2019:  Red Sea
- 2020-2023: sconosciuto
- 2024:  Denden

## Vittorie per squadra
| Squadra        | Città  | Vittorie | Anni                                                                         |
| -------------- | ------ | -------- | ---------------------------------------------------------------------------- |
| Red Sea        | Asmara | 13       | 1995, 1998, 1999, 2000, 2002, 2005, 2009, 2010, 2011, 2012, 2013, 2014, 2019 |
| Adulis Club    | Asmara | 3        | 1996, 2004, 2006                                                             |
| Anseba         | Keren  | 1        | 2003                                                                         |
| Hintsa         | Asmara | 1        | 2001                                                                         |
| Mdlaw Megbi    | Asmara | 1        | 1997                                                                         |
| Al-Tahrir      | Asmara | 1        | 2007                                                                         |
| Asmara Brewery | Asmara | 1        | 2008                                                                         |
| Denden         | Asmara | 1        | 2024                                                                         |